# Liste der Wappen im Main-Tauber-Kreis
Diese Liste beinhaltet alle in der Wikipedia gelisteten Wappen des Main-Tauber-Kreises in Baden-Württemberg, inklusive historischer Wappen. Fast alle Städte, Gemeinden und Kreise in Baden-Württemberg führen ein Wappen. Sie sind über die Navigationsleiste am Ende der Seite erreichbar.

## Main-Tauber-Kreis

Wappen des Main-Tauber-Kreises[1]
Der Main-Tauber-Kreis in Baden-Württemberg

## Städtewappen im Main-Tauber-Kreis

Bad Mergentheim[2]
Boxberg[3]
Creglingen[4]
Freudenberg[5]
Grünsfeld[6]
Külsheim[7]
Lauda-Königshofen[8]
Niederstetten[9]
Tauberbischofsheim[10]
Weikersheim[11]
Wertheim[12]

## Gemeindewappen im Main-Tauber-Kreis

Ahorn
Assamstadt
Großrinderfeld
Igersheim
Königheim
Werbach
Wittighausen

- Ahorn[13]
- Assamstadt[14]
- Großrinderfeld[15]
- Igersheim[16]
- Königheim[17]
- Werbach[18]
- Wittighausen[19]

## Ehemalige Gemeindewappen im Main-Tauber-Kreis

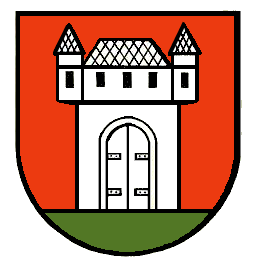
Althausen
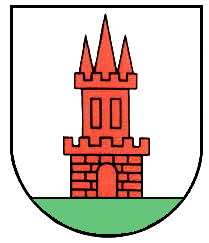
Angeltürn
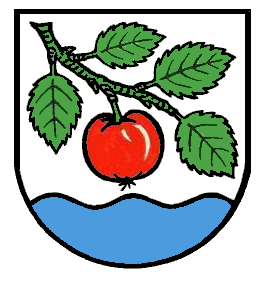
Apfelbach
Archshofen[23]
Beckstein[24]
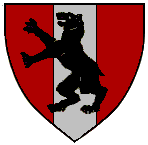
Berolzheim
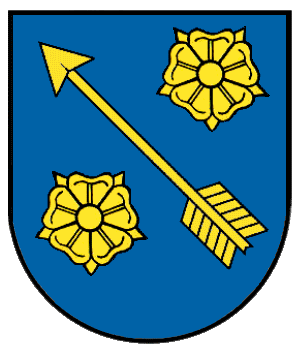
Bestenheid
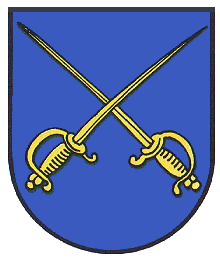
Bettingen
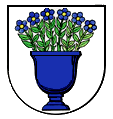
Blumweiler
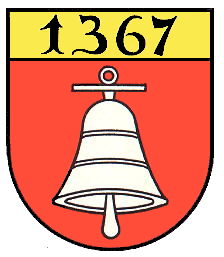
Bobstadt
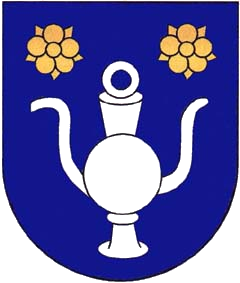
Boxtal
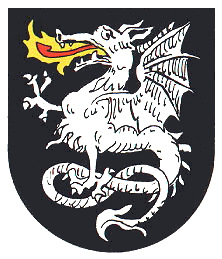
Brehmen
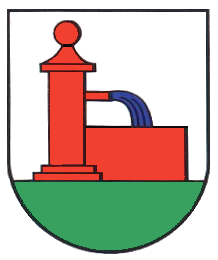
Brunntal
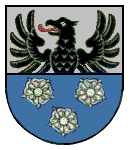
Buch am Ahorn
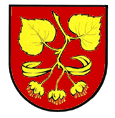
Craintal
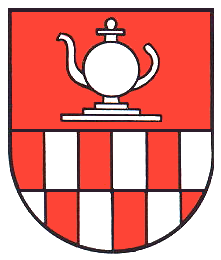
Dainbach
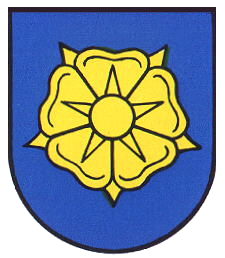
Dertingen
Deubach[37]
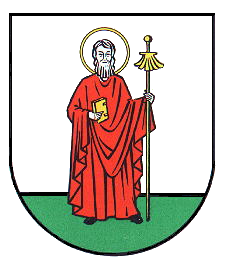
Dienstadt
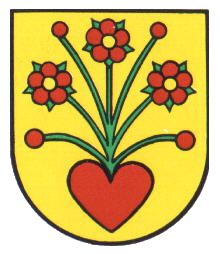
Dietenhan
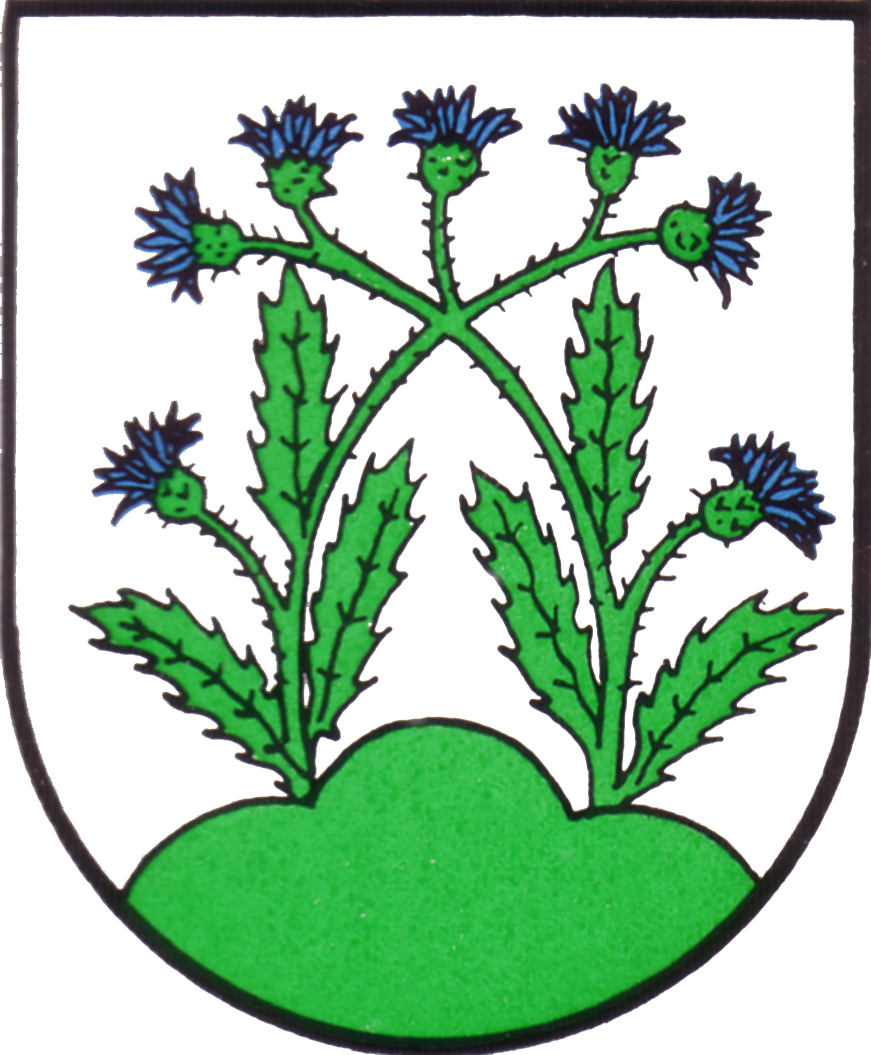
Distelhausen
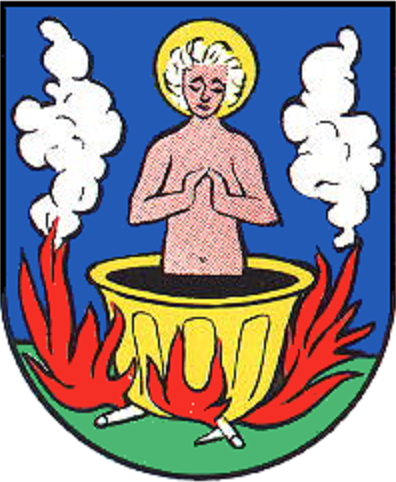
Dittigheim
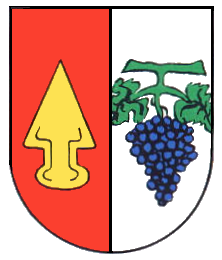
Dittwar
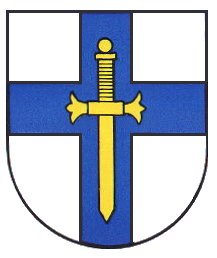
Dörlesberg
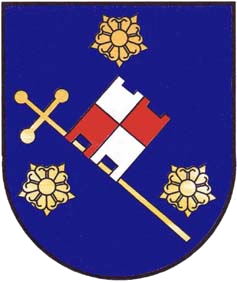
Ebenheid
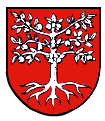
Edelfingen
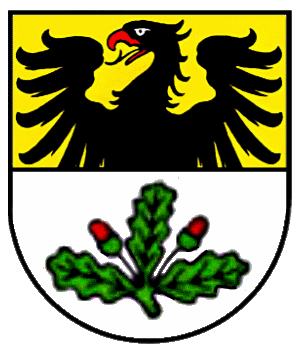
Eichel
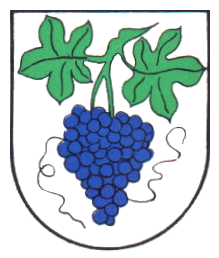
Eiersheim
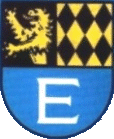
Elpersheim
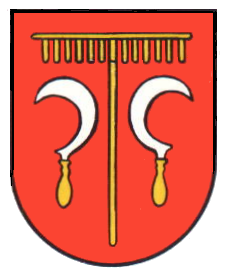
Epplingen
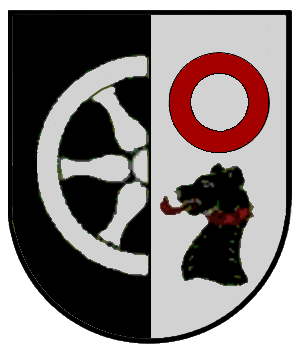
Eubigheim
Finsterlohr[51]
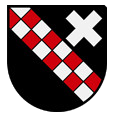
Frauental
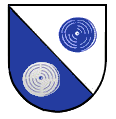
Freudenbach
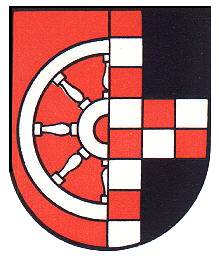
Gamburg
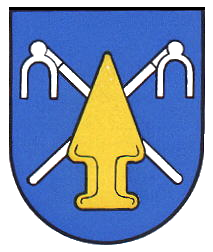
Gerchsheim
Gerlachsheim[56]
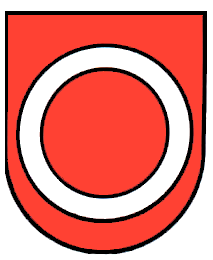
Gissigheim
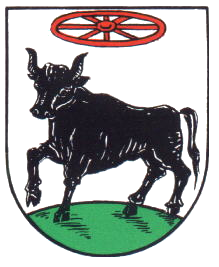
Großrinderfeld (alt)
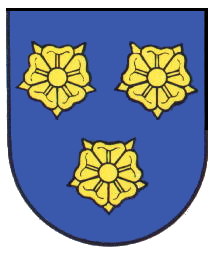
Grünenwört
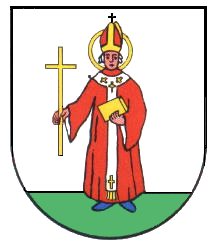
Grünsfeldhausen
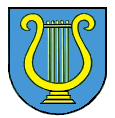
Hachtel (Rekonstruktion)
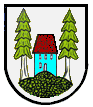
Harthausen
Heckfeld[63]
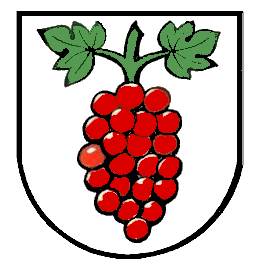
Herbsthausen
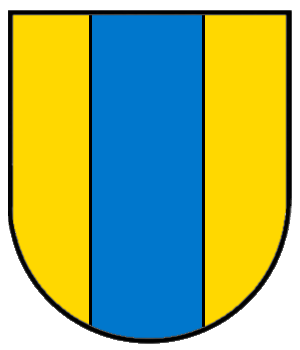
Herrenzimmern
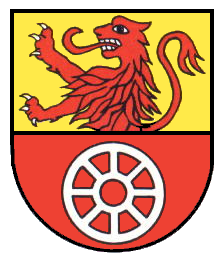
Hochhausen
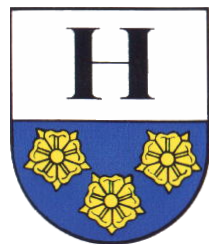
Höhefeld nach 1806
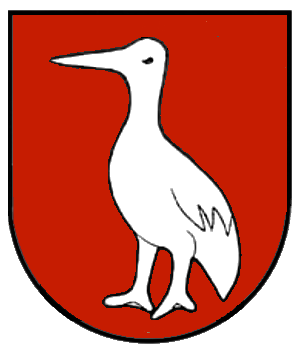
Höhefeld bis 1806
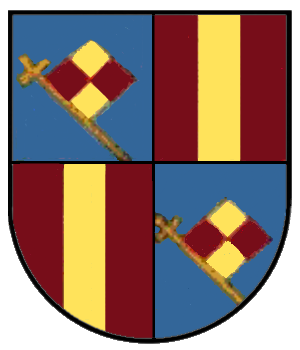
Hohenstadt
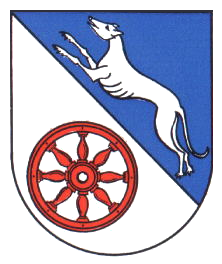
Hundheim
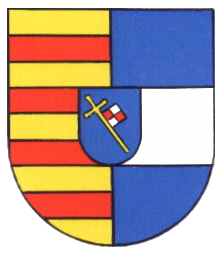
Ilmspan
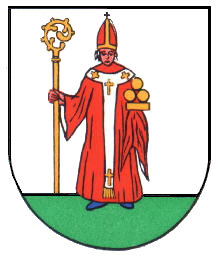
Impfingen
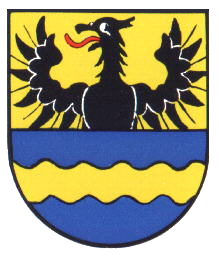
Kembach
Königshofen[74]
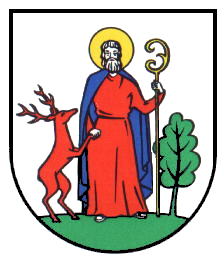
Krensheim
Kupprichhausen[76]
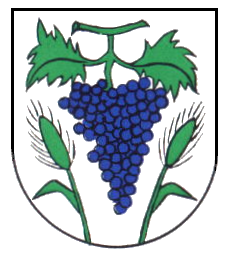
Kützbrunn
Lauda[78]
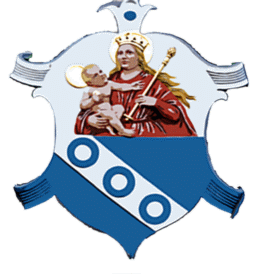
Laudenbach
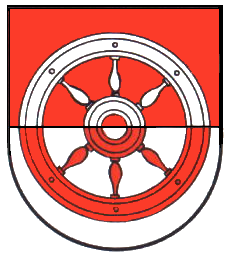
Lengenrieden
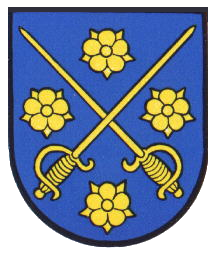
Lindelbach
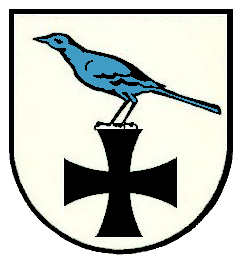
Löffelstelzen
Marbach[83]
Markelsheim[84]
Messelhausen[85]
Mondfeld[86]
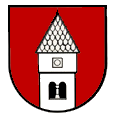
Münster
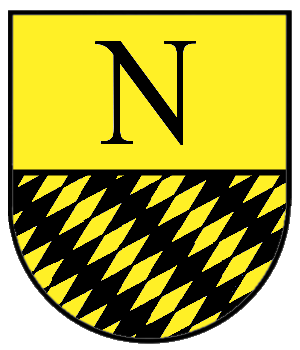
Nassau
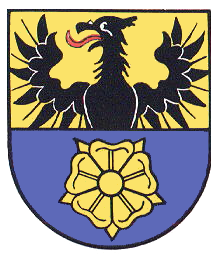
Nassig
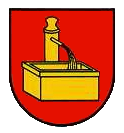
Neubronn
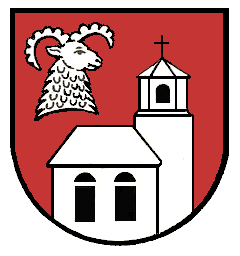
Neunkirchen
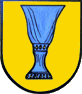
Neuses
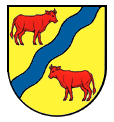
Niederrimbach
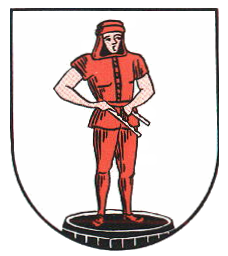
Niklashausen
Oberbalbach[95]
Oberlauda[96]
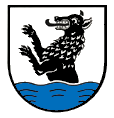
Oberrimbach
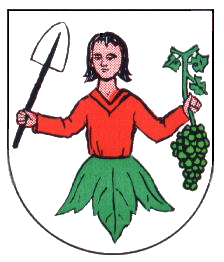
Oberschüpf
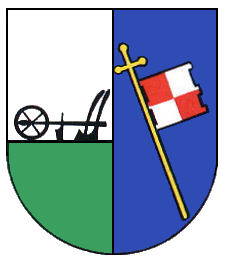
Oberwittighausen
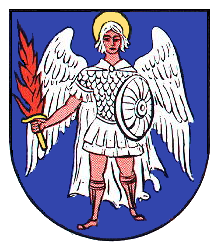
Paimar
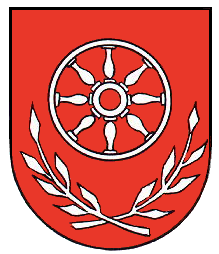
Poppenhausen
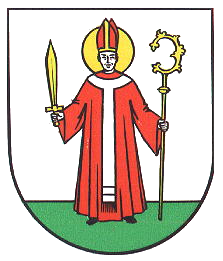
Pülfringen
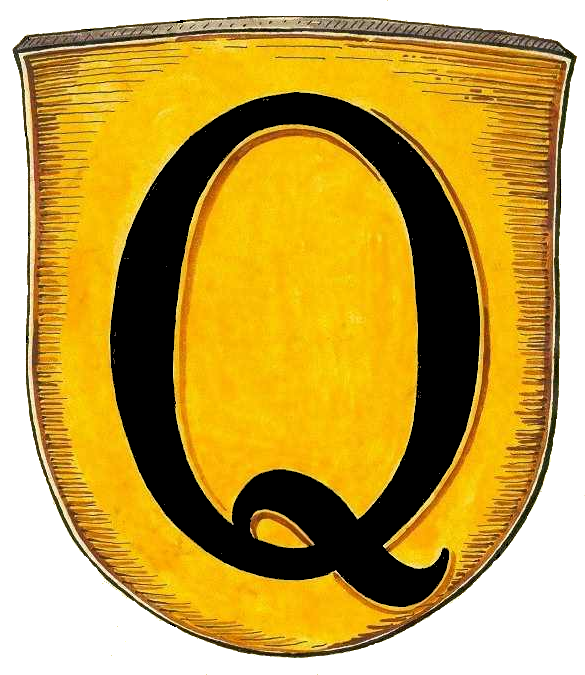
Queckbronn
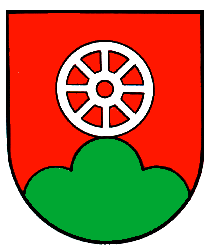
Rauenberg
Reicholzheim[105]
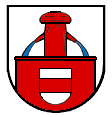
Reinsbronn
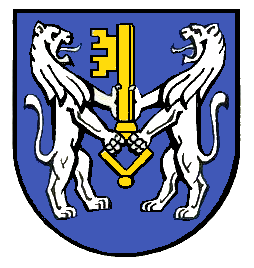
Rengershausen
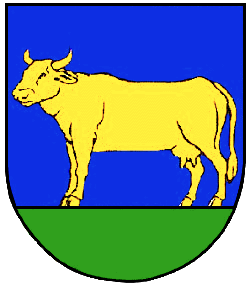
Rinderfeld
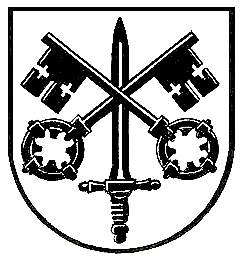
Rot
Sachsenflur[110]
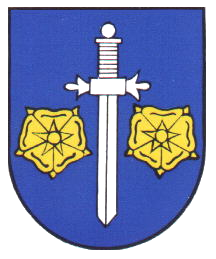
Sachsenhausen
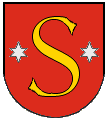
Schäftersheim
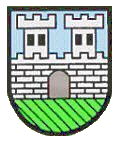
Schillingstadt
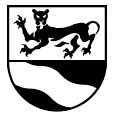
Schmerbach
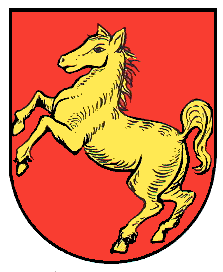
Schönfeld
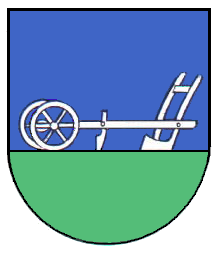
Schwabhausen
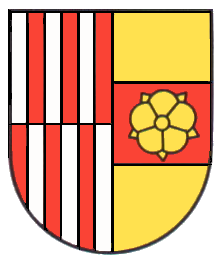
Schweigern
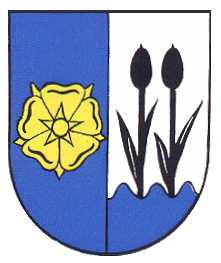
Sonderriet
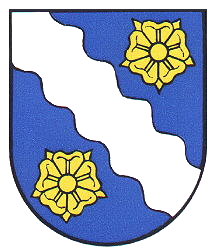
Steinbach
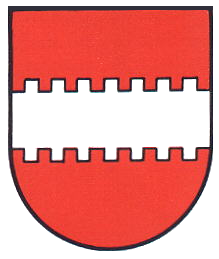
Steinfurt
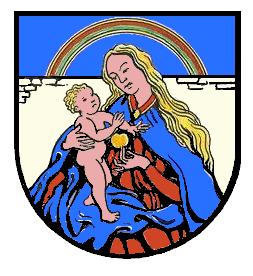
Stuppach
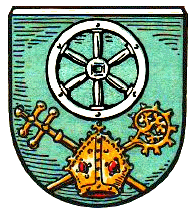
Tauberbischofsheim (bis 1961)
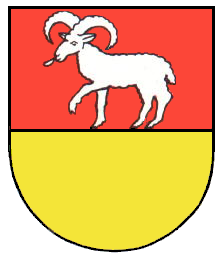
Uiffingen
Uissigheim[124]
Unterbalbach[125]
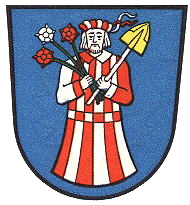
Unterschüpf
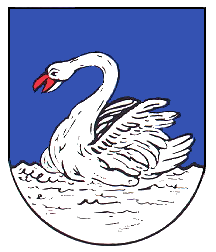
Unterwittighausen
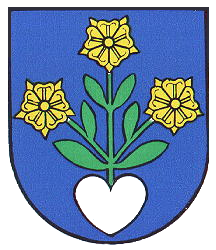
Urphar
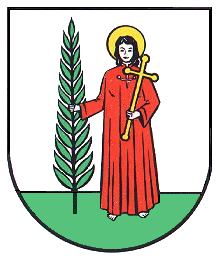
Vilchband
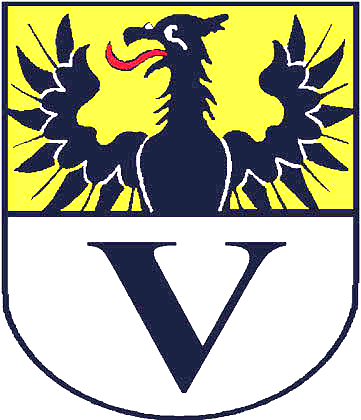
Vockenrot
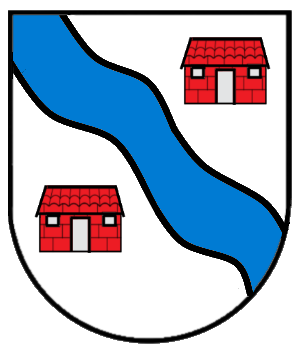
Vorbachzimmern
Wachbach (Rekonstruktion)[132]
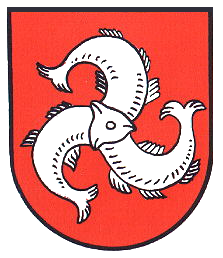
Waldenhausen
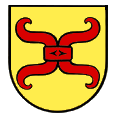
Waldmannshofen
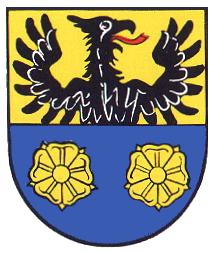
Wenkheim
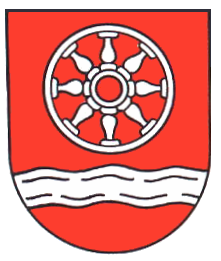
Werbach (alt)
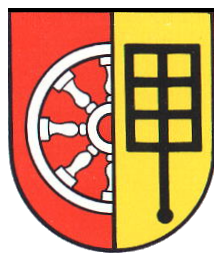
Werbachhausen
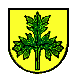
Wermutshausen
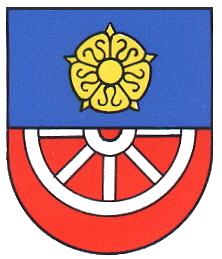
Wessental
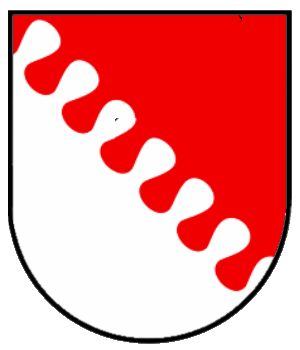
Wildentierbach
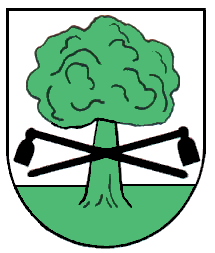
Windischbuch
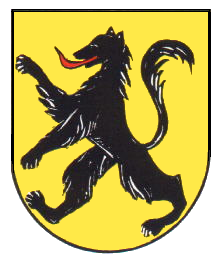
Wölchingen
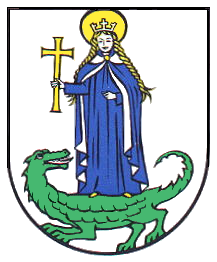
Zimmern

## Blasonierungen
1. ↑  Main-Tauber-Kreis: In Rot drei mittlere aufsteigende silberne (weiße) Spitzen ('Fränkischer Rechen'), darüber ein sechsspeichiges silbernes (weißes) Rad, darunter ein schwarzes Kreuz mit Tatzenenden (Deutschordenskreuz).
2. ↑  Bad Mergentheim: In Silber ein durchgehendes schwarzes Kreuz, belegt mit einem ledigen goldenen Kreuz, im goldenen Herzschild ein schwarzer Adler; in den Winkeln oben je ein sechsstrahliger, überzwercher roter Stern, unten je eine fünfblättrige rote Rose.
3. ↑  Boxberg: In Gold auf grünem Dreiberg ein aufgerichteter schwarzer Bock.
4. ↑  Creglingen: In Silber zwei rot bewehrte und rot bezungte schwarze Leoparden (mit übergeschlagenen Schwänzen) übereinander.
5. ↑  Freudenberg: In geviertem Schild in Feld 1 in Silber ein halber rotbewehrter schwarzer Adler, in Feld 2 in Blau ein goldener Wellenbalken, in Feld 3 in Blau eine goldene Rose, in Feld 4 in Silber ein abgerundeter schwarzer Dreifels.
6. ↑  Grünsfeld: In Gold eine silberne Lilie, an deren Bund angelehnt vorne ein goldener Dreieckschild mit fünf roten Balken, hinten ein silberner Halbrundschild mit einem blauen Pfahl.
7. ↑  Külsheim: In Blau auf zweistufigem Sockel ein goldener Dreischalenbrunnen, oben mit aufsteigendem und geteiltem, silbernem Wasserstrahl sowie mit zwei ins mittlere und vier ins untere Becken fallenden silbernen Wasserstrahlen.
8. ↑  Lauda-Königshofen: In Blau unter einer goldenen Krone eine schrägliegende goldene Turnierstange, an der linkshin eine eingekerbte, von Silber und Rot gevierte Fahne ('Würzburger Fähnlein') flattert.
9. ↑  Niederstetten: In Blau eine aus dem Unterrand emporkommende silberne Burg mit durchgehender gequaderter Zinnenmauer und zwei Zinnentürmen mit roten Spitzdächern, zwischen ihnen auf gestufter Zinne an schwarzem Mast eine rot-silberne Hissflagge, das Tor belegt mit einem fünfmal von Rot und Silber gespaltenen Schild.
10. ↑  Tauberbischofsheim: In Rot ein silberner Topfhelm, dessen silberne Helmbänder in je zwei silbernen Rosetten auslaufen, darüber als Kleinod ein siebenspeichiges silbernes Rad.
11. ↑  Weikersheim: In Rot unter einer goldenen Krone der silberne Großbuchstabe W.
12. ↑  Wertheim: In geteiltem Schild oben in Gold ein aus der Teilung wachsender, rotbewehrter schwarzer Adler, unten in Blau drei (2:1) silberne Rosen.
13. ↑  Ahorn: In Rot ein schräges silbernes Ahornblatt.
14. ↑  Assamstadt: In geteiltem und fünfmal von Rot und Silber in verwechselten Farben gespaltenem Schild ein achtspeichiges Rad in verwechselten Farben.
15. ↑  Großrinderfeld: In Gold auf grünem Boden (Feld) ein schreitendes schwarzes Rind, links oben eine gestürzte rote Pflugschar.
16. ↑  Igersheim: In halb gespaltenem und geteiltem Schild oben vorne in Silber ein durchgehendes schwarzes Kreuz, hinten von Silber und Rot geteilt, auf der Teilung zwei blaue Eisenhütlein, unten in Gold über grünem Dreiberg die schwarzen Großbuchstaben I und G.
17. ↑  Königheim: In Rot eine goldene Kanne mit Deckel.
18. ↑  Werbach: Aus einer erniedrigten Schildteilung emporkommend oben in Silber ein achtspeichiges rotes Rad, unten in Blau zwei fünfblättrige silberne Rosen nebeneinander.
19. ↑  Wittighausen: In Blau ein siebenspeichiges silbernes Rad, oben besteckt mit drei goldenen Spießen mit je einem linkshin flatternden, eingekerbten, von Silber und Rot gevierten Fähnlein ('Würzburger Fähnlein').
20. ↑  Althausen: In Rot auf grünem Boden ein silbern gedeckter, mit seitlichen Erkertürmchen versehener silberner Torturm.
21. ↑  Angeltürn: In Silber auf grünem Boden ein roter Torturm.
22. ↑  Apfelbach: In Silber über blauem Wellenschildfuß ein belaubter grüner Zweig mit einem roten Apfel.
23. ↑  Archshofen: In Silber über Rot schrägrechts geteiltem Schild oben eine schwarze Mütze mit grünen Aufschlägen, unten ein silbernes Tatzenkreuz.
24. ↑  Beckstein: In Blau eine rot-silbern gevierte Fahne an schräggestelltem goldenem Schaft, begleitet von drei (1:2) silbernen Großbuchstabe B.
25. ↑  Berolzheim: In Rot(?) ein silberner Pfahl, überdeckt von einem aufgerichteten schwarzen Bären.
26. ↑  Bestenheid: In Blau ein schräger goldener Pfeil, begleitet von zwei goldenen Rosen.
27. ↑  Bettingen: In Blau zwei schräggekreuzte goldene Degen.
28. ↑  Blumweiler: In Silber eine urnenförmige blaue Blumenvase mit sechs fünfblättrigen blauen Blumen an grünen Stängeln.
29. ↑  Bobstadt: Unter goldenem Schildhaupt, darin die schwarze Jahreszahl 1367, in Rot eine silberne Glocke.
30. ↑  Boxtal: In Blau eine silberne Kanne, darüber zwei goldene Rosen.
31. ↑  Brehmen: In Schwarz ein silberner rot bezungter Drache, goldenes Feuer ausstoßend.
32. ↑  Brunntal: In Silber auf grünem Boden ein roter Brunnen.
33. ↑  Buch am Ahorn: In geteiltem Schild oben in Silber ein wachsender, rot bezungter schwarzer Adler, unten drei (2:1) fünfblättrige silberne Rosen.
34. ↑  Craintal: In Rot ein goldener Lindenzweig mit zwei Blättern, zwei Blütenständen und drei Blüten.
35. ↑  Dainbach: In geteiltem Schild oben in Rot eine silberne Kanne, unten geteilt und fünfmal von Rot und Silber in verwechselten Farben gespalten.
36. ↑  Dertingen: In Blau eine fünfblättrige goldene Rose.
37. ↑  Deubach: In Gold über einer erniedrigten blauen Wellenleiste eine schreitende blaue Taube mit rotem Auge und roten Füßen.
38. ↑  Dienstadt: In Silber auf grünem Boden der heilige Jakob in rotem Ornat und mit goldenem Nimbus, in der Rechten ein goldenes Buch, in der Linken einen goldenen Pilgerstab haltend.
39. ↑  Dietenhan: In Gold aus rotem Herzen wachsend drei goldbesamte rote Rosen mit grünen Kelchblättern und vier roten Knospen an grünem Stiel.
40. ↑  Distelhausen: In Silber auf grünem Dreiberg wachsend zwei grüne Distelsträuche mit blauen Blüten.
41. ↑  Dittigheim: In Blau auf grünem Boden, von roten, mit silbernem Rauch endenden Flammen umgeben ein goldener Kessel, darin der heilige Vitus mit goldenem Nimbus.
42. ↑  Dittwar: In gespaltenem Schild vorne in Rot eine gestürzte goldene Pflugschar, hinten in Silber eine blaue Weintraube an einem grünen Stiel mit zwei grünen Blättern.
43. ↑  Dörlesberg: In Silber ein durchgehendes blaues Kreuz, belegt mit einem gestürzten goldenen Schwert.
44. ↑  Ebenheid: In Blau eine schrägliegende, von Rot und Silber gevierte Fahne an schrägliegendem, goldenem Schaft, begleitet von drei (1:2) goldenen Rosen.
45. ↑  Edelfingen: In Rot ein bewurzelter silberner Apfelbaum.
46. ↑  Eichel: In geteiltem Schild oben in Gold ein wachsender, rot bezungter schwarzer Adler, unten in Silber ein grüner Eichenzweig mit Eicheln.
47. ↑  Eiersheim: In Silber eine blaue Traube mit grünen Blättern.
48. ↑  Elpersheim: Halb gespalten und geteilt; oben vorne in Schwarz ein rotbewehrter und rotbezungter wachsender goldener Löwe, hinten von Gold und Schwarz gerautet, unten in Blau der silberne Großbuchstabe E.
49. ↑  Epplingen: In Rot ein goldener Rechen, beseitet von zwei abgewendeten silbernen Sicheln mit goldenem Griff.
50. ↑  Eubigheim: In gespaltenem Schild vorne in Schwarz ein halbes silbernes Rad am Spalt, hinten in Silber ein roter Ring über einem schwarzen Rüdenrumpf mit roter Zunge und rotem Stachelhalsband.
51. ↑  Finsterlohr: Von Rot und Silber mit linker Stufe geteilt.
52. ↑  Frauental: In Schwarz ein doppelreihig rot-silbern geschachter Schrägbalken (Zisterzienserbalken), oben links ein schräggestelltes silbernes Balkenkreuz.
53. ↑  Freudenbach: In von Silber und Blau schräggeteiltem Schild oben und unten je ein Mühlstein in verwechselten Farben.
54. ↑  Gamburg: In gespaltenem Schild vorne in Rot ein halbes sechsspeichiges silbernes Rad am Spalt, hinten in Schwarz ein halbes doppelreihig von Rot und Silber geschachtes Kreuz am Spalt.
55. ↑  Gerchsheim: In Blau eine gestürzte goldene Pflugschar, dahinter schräggekreuzt zwei silberne Feldhacken.
56. ↑  Gerlachsheim: In Silber auf grünem Dreiberg ein grüner Weinstock mit zwei blauen Trauben.
57. ↑  Gissigheim: In Rot ein silberner Ring.
58. ↑  Großrinderfeld (alt): In Silber auf grünem Boden ein schreitendes schwarzes Rind, darüber ein rotes Rad.
59. ↑  Grünenwört: In Blau drei (2:1) goldene Rosen.
60. ↑  Grünsfeldhausen: In Silber auf grünem Boden stehend der heilige Achatius mit rotem Bischofsgewand und goldenem Nimbus, in der Rechten ein goldenes Kreuz und in der Linken ein goldenes Buch haltend.
61. ↑  Hachtel: In Blau eine goldene Leier.
62. ↑  Harthausen: In Silber auf grünem Dreiberg ein rotes Haus zwischen zwei grünen Tannen.
63. ↑  Heckfeld: In Rot ein silberner Hahn mit goldenem Kamm und goldenen Füßen.
64. ↑  Herbsthausen: In Silber an grünem Rebzweig mit grünem Blatt eine rote Traube.
65. ↑  Herrenzimmern: In Gold ein blauer Pfahl.
66. ↑  Hochhausen: In geteiltem Schild oben in Gold ein wachsender roter Löwe, unten in Rot ein achtspeichiges silbernes Rad.
67. ↑  Höhefeld nach 1806: In geteiltem Schild oben in Silber der schwarze Großbuchstabe H, unten in Blau drei (2:1) goldene Rosen.
68. ↑  Höhefeld bis 1806: In Rot eine silberne Gans.
69. ↑  Hohenstadt: In von Blau und Rot geviertem Schild in 1 und 4 eine schrägliegende goldene Turnierstange, an der linkshin eine von Silber und Rot gevierte Fahne flattert, in 2 und 3 ein silberner Pfahl.
70. ↑  Hundheim: In schräggeteiltem Schild vorne in Silber ein achtspeichiges rotes Rad, hinten in Blau ein springender silberner Windhund.
71. ↑  Ilmspan: In gespaltenem Schild vorne in Gold vier rote Balken, hinten in Blau ein silberner Balken, im blauen Herzschild eine von Rot und Silber gevierte Fahne an schräggestelltem goldenem Kreuzstab.
72. ↑  Impfingen: In Silber auf grünem Boden der heilige Nikolaus mit rotem Bischofsgewand, in der Rechten einen goldenen Krummstab und in der Linken drei (2:1) goldene Kugeln (Brote) haltend.
73. ↑  Kembach: In geteiltem Schild oben in Gold ein wachsender, rot bezungter schwarzer Adler, unten in Blau ein goldener Wellenbalken.
74. ↑  Königshofen: In geteiltem Schild oben in Silber ein goldgekröntes Königshaupt, unten in Rot ein sechsspeichiges silbernes Rad.
75. ↑  Krensheim: In Silber auf grünem Boden der golden nimbierte heilige Ägidius in rotem Gewand, mit seiner Rechten eine aufgerichtete rote Hirschkuh schützend, in seiner Linken einen goldenen Abtsstab haltend, daneben ein grüner Baum.
76. ↑  Kupprichhausen: In geteiltem Schild fünfmal von Rot und Silber in verwechselten Farben geteilt.
77. ↑  Kützbrunn: In Silber eine blaue Traube an grünem Stiel mit zwei grünen Blättern, beseitet von zwei wachsenden grünen Ähren.
78. ↑  Lauda: In Blau an schrägliegender goldener Turnierstange eine eingekerbte, von Silber und Rot gevierte Fahne, oben und beiderseits begleitet von drei goldenen Großbuchstaben L.
79. ↑  Laudenbach: In geteiltem Schild oben in Silber eine rotgekleidete, golden nimbierte Muttergottes mit goldenem Haar, in der Rechten das golden nimbierte Jesuskind, in der Linken ein schräglinkes goldenes Szepter haltend, unten in Blau ein silberner Schrägbalken, belegt mit drei blauen Ringen.
80. ↑  Lengenrieden: In von Rot und Silber geteiltem Schild ein sechsspeichiges Rad in verwechselten Farben.
81. ↑  Lindelbach: In Blau zwei schräggekreuzte goldene Degen, bewinkelt von vier goldenen Rosen.
82. ↑  Löffelstelzen: In Silber ein schwarzes Deutschordenskreuz, besetzt mit einer blauen Bachstelze.
83. ↑  Marbach: In Blau eine rot-silbern gevierte Fahne an schräggestelltem goldenem Schaft, begleitet von drei (1:2) goldenen Großbuchstaben M.
84. ↑  Markelsheim: In halb gespaltenem und geteiltem Schild oben vorne in Silber ein durchgehendes schwarzes Kreuz, hinten von Silber und Rot geteilt, auf der Teilung zwei blaue Eisenhütlein, unten in Gold über grünem Dreiberg die schwarzen Großbuchstaben M und A, begleitet von drei kleinen schwarzen Kreuzen.
85. ↑  Messelhausen: In Rot ein schwarzgesäumter silberner Pferdekopf.
86. ↑  Mondfeld: In Blau ein zunehmender goldener Halbmond mit Gesicht.
87. ↑  Münster: In Rot ein aus dem Unterrand wachsender silberner Kirchturm mit romanischem Doppelfenster.
88. ↑  Nassau: In geteiltem Schild oben in Gold der schwarze Großbuchstabe N, unten von Schwarz und Gold [schräglinks] gerautet.
89. ↑  Nassig: In geteiltem Schild oben in Gold ein wachsender, rot bezungter schwarzer Adler, unten in Blau eine fünfblättrige goldene Rose.
90. ↑  Neubronn: In Rot ein goldener Dorfbrunnen mit silbernem Wasserstrahl.
91. ↑  Neunkirchen: In Rot eine aus dem Unterrand wachsende silberne Kirche mit linksstehendem Turm, rechts oben ein linksgewendeter silberner Widderrumpf.
92. ↑  Neuses: In Gold ein blauer Kelch.
93. ↑  Niederrimbach: In Gold ein blauer Schräglinks-Wellenbalken, beiderseits begleitet von je einem zum Schräglinks-Wellenbalken gewendeten roten Rind.
94. ↑  Niklashausen: In Silber auf einem wachsenden schwarzen Fass der mit rotem Gewand und Hut bekleidete Pfeifer von Niklashausen.
95. ↑  Oberbalbach: In Gold der silbern gerüstete heilige Georg auf schwarzem silbern gezäumten Ross, mit roter Lanze den sich am Boden krümmenden grünen Lindwurm durchbohrend.
96. ↑  Oberlauda: In Rot drei (2:1) silberne Ringe.
97. ↑  Oberrimbach: In Silber über blauem Wellenschildfuß ein schwarzer Wolfsrumpf.
98. ↑  Oberschüpf: In Silber aus grünen Blättern wachsend ein rotgekleideter Jüngling, in der Rechten einen schwarzen Spaten mit schwarzem Stiel und in der Linken eine grüne Traube haltend.
99. ↑  Oberwittighausen: In gespaltenem Schild vorne in Silber auf grünem Schildfuß ein schwarzer Pflug, hinten in Blau die Würzburger Fahne.
100. ↑  Paimar: In Blau der silbern gerüstete heilige Michael mit goldenem Nimbus, in der Rechten ein rotes Flammenschwert, in der linken einen silbernen Schild haltend.
101. ↑  Poppenhausen: In Rot über zwei schräggekreuzten silbernen Eschenzweigen ein achtspeichiges silbernes Rad.
102. ↑  Pülfringen: In Silber auf grünem Boden der heilige Kilian mit goldenem Nimbus in silberbesetztem rotem Ornat und mit roter Inful, in der Rechten ein goldenes Schwert, in der Linken einen goldenen Krummstab haltend.
103. ↑  Queckbronn: In Gold der schwarze lateinische Großbuchstabe Q. (koloriertes Siegelbild, kein rechtsgültiges Wappen)
104. ↑  Rauenberg: In Rot auf grünem Dreiberg ein achtspeichiges silbernes Rad.
105. ↑  Reicholzheim: In Rot ein goldener Brunnen mit zwei Schalen, aus denen silbernes Wasser läuft.
106. ↑  Reinsbronn: In Silber ein aus dem Schildrand wachsender zweiröhriger Brunnen mit blauen Wasserstrahlen, der Brunnentrog belegt mit einem silbernen Wappenschild mit rotem Balken.
107. ↑  Rengershausen: In Blau zwei einander zugekehrte silberne Löwen, mit den Pranken einen goldenen Schlüssel haltend.
108. ↑  Rinderfeld: In Blau auf grünem Boden ein stehendes goldenes Rind.
109. ↑  Rot: In Silber ein schwarzes Schwert, überdeckt von zwei schräggekreuzten schwarzen Schlüsseln.
110. ↑  Sachsenflur: In Rot ein gestürztes silbernes Schwert, begleitet von zwei silbernen Rädern.
111. ↑  Sachsenhausen: In Blau ein gestürztes silbernes Schwert, begleitet von zwei goldenen Rosen.
112. ↑  Schäftersheim: In Rot der goldene Großbuchstabe S, beiderseits begleitet von je einem sechsstrahligen goldenen Stern.
113. ↑  Schillingstadt: In Silber auf grünem Boden eine Mauer mit zwei Zinnentürmen und geöffnetem Tor.
114. ↑  Schmerbach: In geteiltem Schild oben in Silber ein schreitender, rot bewehrter und rot bezungter hersehender schwarzer Löwe (Leopard) mit untergeschlagenem Schweif, unten in Schwarz ein silberner Wellenschrägbalken.
115. ↑  Schönfeld: In Rot ein springendes goldenes Pferd.
116. ↑  Schwabhausen: In Blau auf grünem Boden ein silberner Pflug.
117. ↑  Schweigern: In gespaltenem Schild vorne geteilt und in verwechselten Farben fünfmal von Silber und Rot gespalten, hinten in Gold ein roter Balken, belegt mit einer goldenen Rose.
118. ↑  Sonderriet: In gespaltenem Schild vorne in Blau eine goldene Rose, hinten in Silber auf blauem Wellenschildfuß zwei schwarze Schiffrohrkolben.
119. ↑  Steinbach: In Blau ein silberner Schrägbalken, begleitet von zwei goldenen Rosen.
120. ↑  Steinfurt: In Rot ein gezahnter silberner Querbalken.
121. ↑  Stuppach: In Blau eine silberne Mauer, überdeckt von einer aus dem Unterrand wachsenden, sitzenden, rot bekleideten Muttergottes mit offenen goldenen Haaren, mit der Rechten das stehende unbekleidete Jesuskind, mit der Linken einen goldenen Apfel haltend; über dem Haupt der Muttergottes ein Regenbogen.
122. ↑  Tauberbischofsheim (bis 1961): In Blau ein sechsspeichiges silbernes Rad, darunter schräggekreuzt ein goldenes Doppelkreuz und ein goldener Bischofsstab, vor diesen eine goldene Bischofsmütze.
123. ↑  Uiffingen: In von Rot und Gold geteiltem Schild oben ein [schreitender] silberner Widder.
124. ↑  Uissigheim: In Silber ein rotes Herz.
125. ↑  Unterbalbach: In Blau auf grünem Boden der silbern gekleidete heilige Markus mit goldenem Nimbus auf goldenem Löwen sitzend, in seinem Schoß ein rotes Buch haltend.
126. ↑  Unterschüpf: In Blau der Rumpf eines Mannes mit von Silber und Rot gestreifter Kleidung und gleichem Wulst mit fliegenden Bändern auf dem Haupt, in der Rechten zwei rote Rosen und eine silberne Rose an langen grünen Stielen, in der Linken einen goldenen Spaten mit silbernem Griff haltend.
127. ↑  Unterwittighausen: In Blau auf silbernem Wasser ein silberner Schwan mit rotem Schnabel.
128. ↑  Urphar: In Blau aus silbernem Herzen wachsend drei goldene Rosen mit grünen Blättern und Stielen.
129. ↑  Vilchband: In Silber auf grünem Boden die heilige Regiswindis in rotem Gewand mit goldenem Nimbus, in der Rechten einen grünen Palmzweig und in der Linken ein goldenes Kreuz haltend.
130. ↑  Vockenrot: In geteiltem Schild oben in Gold ein wachsender, rot bezungter schwarzer Adler, unten in Silber der schwarze Großbuchstabe V.
131. ↑  Vorbachzimmern: In Silber ein blauer Wellenschrägbalken, links und rechts begleitet von einem roten Haus.
132. ↑  Wachbach: In Rot ein silberner Wellenbalken.
133. ↑  Waldenhausen: In Rot drei silberne Fische im Dreipass.
134. ↑  Waldmannshofen: In Gold ein liegender roter Maueranker.
135. ↑  Wenkheim: In geteiltem Schild oben in Gold ein wachsender, linksblickender, rot bezungter schwarzer Adler, unten in Blau zwei goldene Rosen nebeneinander.
136. ↑  Werbach (alt): In Rot über silbernem Wellenbalken ein silbernes Rad.
137. ↑  Werbachhausen: In gespaltenem Schild vorne in Rot ein halbes silbernes Rad am Spalt, hinten in Gold ein schwarzer Rost.
138. ↑  Wermutshausen: In Gold ein grünes Wermutsblatt.
139. ↑  Wessental: In geteiltem Schild oben in Blau eine goldene Rose, unten in Rot ein unterhalbes silbernes Rad an der Teilung.
140. ↑  Wildentierbach: Von Rot und Silber wolkenförmig schräggeteilt.
141. ↑  Windischbuch: In Silber auf grünem Boden eine grüne Buche, über deren Stamm schräggekreuzt zwei schwarze Hacken.
142. ↑  Wölchingen: In Gold ein aufrechter rot bezungter schwarzer Wolf.
143. ↑  Zimmern: In Silber auf einem grünen Lindwurm stehend die heilige Margarethe in blauem Gewand mit goldener Krone, goldenem Nimbus und goldener Haartracht, in der Rechten ein goldenes Kreuz haltend.